# Вельки Дюр
Вельки Дюр (словац. Veľký Ďur) — село, громада округу Левіце, Нітранський край. Кадастрова площа громади — 22.02 км². Протікає Дюрський потік.
Населення 1254 особи (станом на 31 грудня 2018 року).

## Історія
Вельки Дюр згадується 1205 року.

## Населення
| Рік:            | 1994. | 2004.   | 2014.   | 2024.   |
| --------------- | ----- | ------- | ------- | ------- |
| Кількість осіб: | 1323  | 1315    | 1281    | 1308    |
| Різниця:        |       | -0,60 % | -2,58 % | +2,10 % |

| Рік:            | 2023. | 2024.   |
| --------------- | ----- | ------- |
| Кількість осіб: | 1332  | 1308    |
| Різниця:        |       | -1,80 % |